# Somun

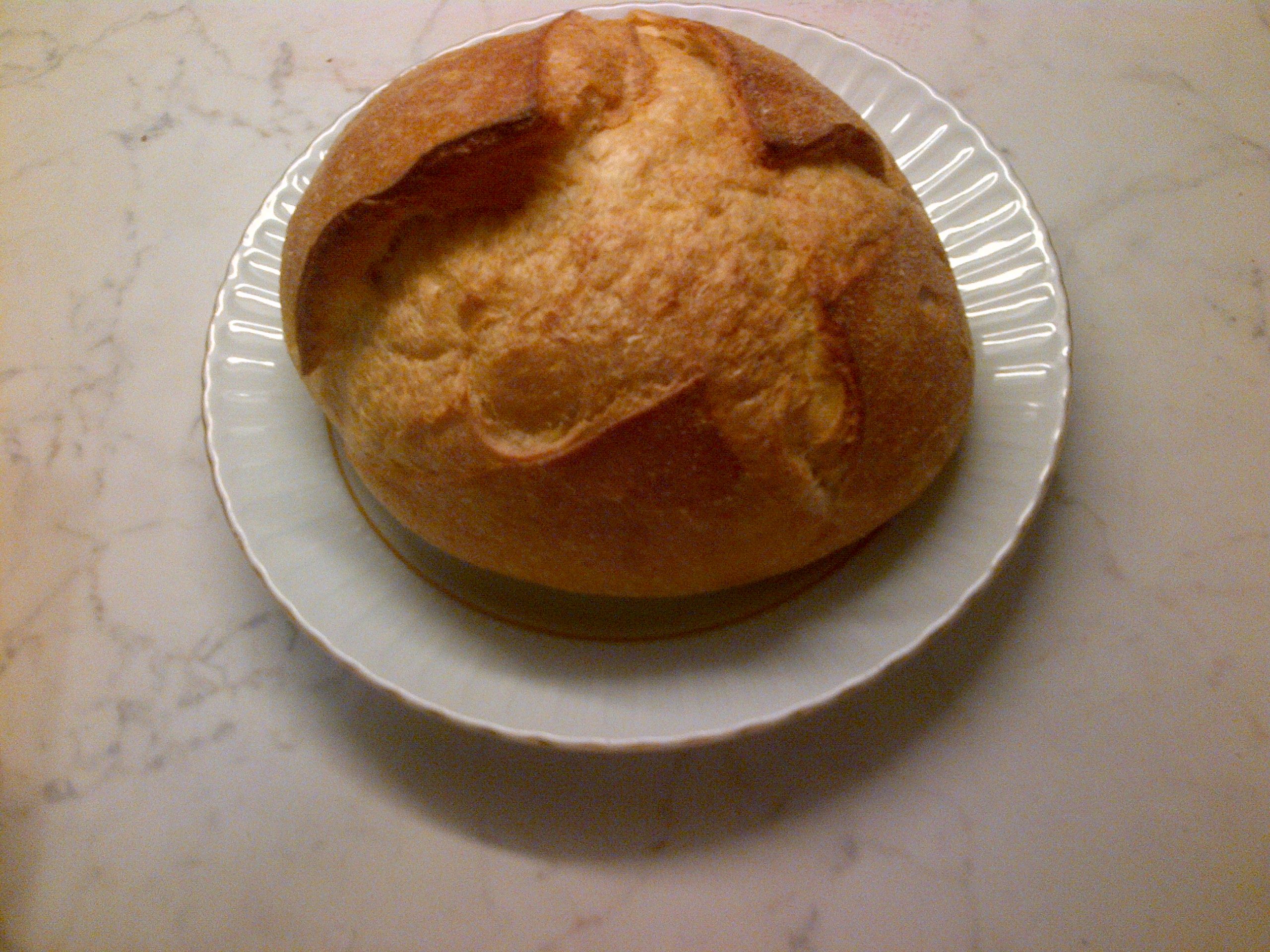
Un somun

El somun és un pa turc rodó i sembla un hemisferi. La paraula té origen grec i existeix en turc des d'abans del segle xv. Un bon exemple de somun és el pa de Vakfıkebir. En algunes parts dels Balcans, com Albània, també anomenen somun al lepinja, una varietat local de pa pla.